# 龐智笙
龐智笙（英語：Pang Chi-sang，1983年—），香港建制派人士，公屋聯會及創建力量成員，現任香港觀塘區議會觀塘東南選區議員，曾任觀塘油翠選區議員。